# Louis Dujardin
Pour les articles homonymes, voir Dujardin.
Louis Dujardin, né le 23 janvier 1808 à Rouen et mort en 1859 à Paris, est un graveur sur bois et un illustrateur français.

## Biographie
Louis Dujardin est né le 23 janvier 1808 à Rouen.
Il étudie auprès de Louis-Henri Brévière et expose au Salon de Paris de 1847 à 1855. Il a exécuté quelques-unes des illustrations de l'Histoire des peintres de toutes les écoles (1853-1875), de Charles Blanc,, et a contribué au Magasin pittoresque. Aux expositions de Londres en 1851, et de New-York en 1853, il obtient une médaille de bronze. À l'exposition universelle de Paris de 1855, il est récompensé d'une médaille de 1re classe en argent.
Il est mort en 1859 à Paris.

## Œuvres

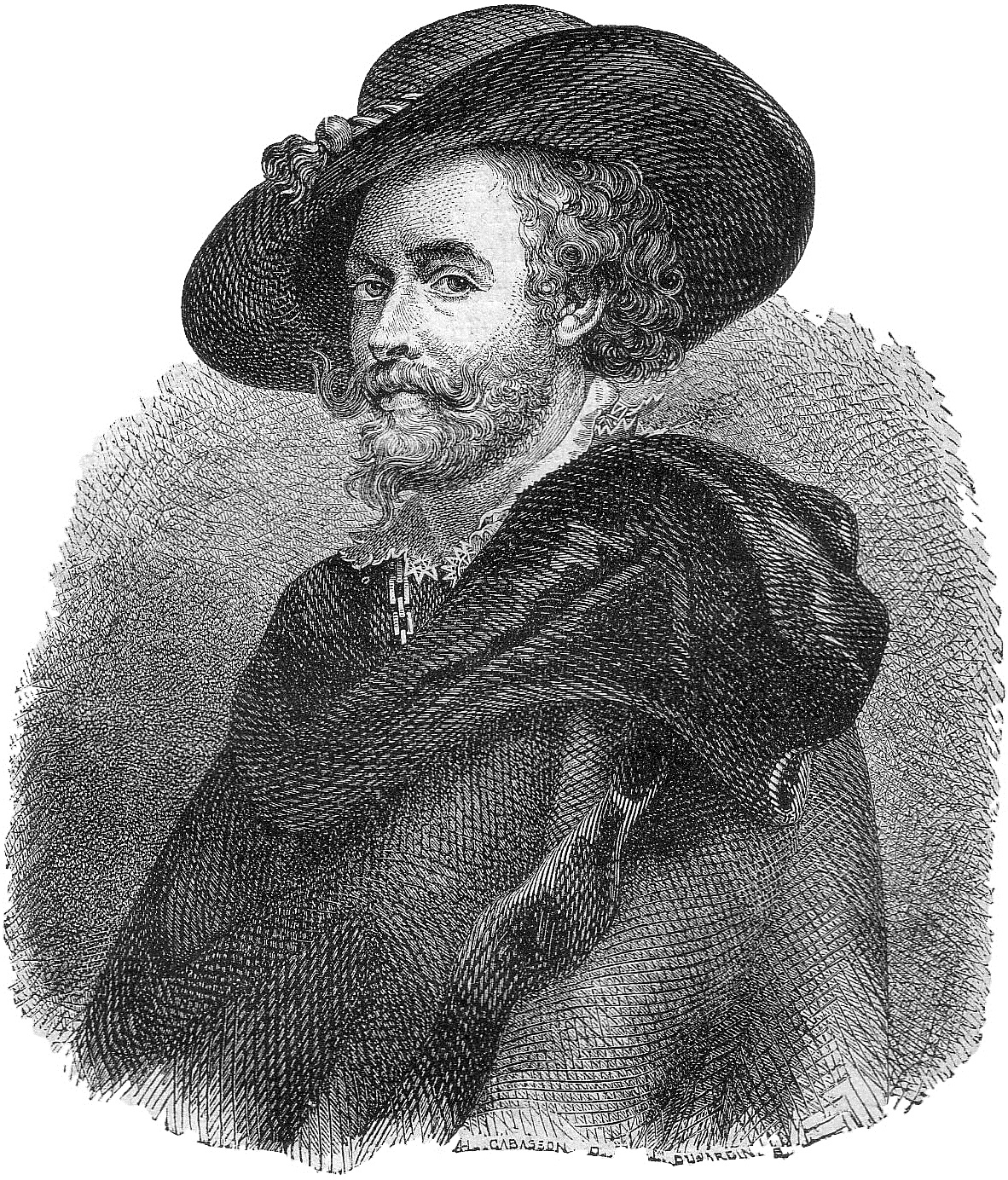
Portrait de Pierre Paul Rubens d'après Guillaume Cabasson (entre 1840 et 1859).

- Neuf vignettes sur bois, d'après les dessins de H. Vernet, F. Philippoteaux, Baron, C. Nanteuil et Vatentin Foulquier[1]
- Six gravures sur bois, d'après Nicolas Poussin, Wynants, Berghem et Paul Potter (pour l'histoire des peintres de toutes les écoles par M. Charles Blanc)[1]
- La Vierge à la cerise, d'après Vander-Werff[1],[4]
- la Nature, d'après Lawrence[1],[4]
- les Vendanges, d'après Prudhon (pour l'histoire des peintres de toutes les écoles par M. Charles Blanc)[1],[4]
- le Christ en croix[1]
- Paysage, gravure sur bois[1]
- le Plaisir des Jardins, d'après Mignard, gravure sur bois[1],[4]
- Vue de la ville de Caudebec, lavis à l'encre de Chine d'après Louis François Le Sage, 2e quart XIXe siècle[8]